# Rondini al guinzaglio
Rondini al guinzaglio è un singolo del cantautore italiano Ultimo, pubblicato il 5 aprile 2019 come terzo estratto dal terzo album in studio Colpa delle favole.

## Descrizione
Il testo della canzone esprime il desiderio di essere portati altrove, in un luogo nel quale è possibile essere amati ed essere liberi, anche quando si sbaglia, senza che vi sia alcun giudizio proveniente dal mondo esterno.
A questo proposito, il cantautore ha rivelato:

## Video musicale
Il video musicale, diretto da Emanuele Pisano, è stato pubblicato l'8 aprile 2019 attraverso il canale YouTube della Honiro. Il cantautore, nel videoclip, è stato affiancato dall'attrice Benedetta Gargari, protagonista della terza stagione del remake italiano della serie televisiva norvegese Skam.

## Tracce
Testi e musiche di Niccolò Moriconi.
1. Rondini al guinzaglio – 4:00

## Classifiche

### Classifiche settimanali
| Classifica (2019) | Posizione massima |
| ----------------- | ----------------- |
| Italia            | 5                 |

### Classifiche di fine anno
| Classifica (2019) | Posizione massima |
| ----------------- | ----------------- |
| Italia            | 36                |